# 清水圭介
清水 圭介（しみず けいすけ、1988年11月25日 - ）は、兵庫県加古川市出身のプロサッカー選手。関西サッカーリーグ・FC BASARA HYOGO所属。ポジションはゴールキーパー。

## 来歴

### プロ入り前
小学校の頃、選抜チームで5年,6年時に香川真司と一緒にプレーしていた。香川は中学から宮城県にサッカー留学するためそれ以降は会うことはなかった。(ちなみに22年後に再び共闘することになる)
滝川二高時代、1年生から試合に出場。夏のインターハイは準々決勝で国見高校にPKで敗れる。第83回全国高等学校サッカー選手権大会にも1年生ながら出場するも1回戦で本田圭佑率いる星稜高校に3-4で敗れる。
2年時も夏のインターハイに出場、全国高円宮杯ではベスト4まで駒を進める。
第84回全国高等学校サッカー選手権大会に出場。チームは準々決勝で鹿児島実業高等学校に敗退したものの、大会優秀選手に選ばれ、その後のスイスでの大会にも選出される。
3年時には全国高円宮杯で優勝を飾る。高校サッカー選手権大会には3年連続で出場。3年時も優秀選手に選ばれた。

### 大分トリニータ
2007年に大分トリニータに加入。2008年8月12日に入籍。既に西川周作が守護神として君臨しており、3年目の2009年8月17日に出場機会を求め当時JFL所属のニューウェーブ北九州（現：ギラヴァンツ北九州）へ期限付き移籍 するも出場機会を得ることはできず水原大樹の控えにとどまった。シーズン終了後、移籍期間満了に伴い大分に復帰した。
チームがJ2に降格し、西川周作がサンフレッチェ広島F.Cに移籍した2010年はシーズン当初は下川誠吾の控えだったが、5月16日の第13節コンサドーレ札幌戦でJリーグ初出場。その後再び下川がレギュラーに戻るもシーズン中盤以降に出場機会が増え、第30節の首位・柏レイソル戦で相手の得点をゼロに抑え、チームの勝利に貢献するとレギュラーに定着した。
下川が引退した2011年より、背番号を1に変更。終盤戦はセレッソ大阪から移籍してきた丹野研太とのポジション争いになったが、自己最多の32試合に出場。2012年は更に出場機会を伸ばし40試合に出場したが、最終盤の第41節・モンテディオ山形戦で体調不良を理由としてスタメンから外れるとそれ以降の公式戦はJ1昇格プレーオフ決勝戦までのスタメンを丹野に譲る結果となった。
2014年、アビスパ福岡へ1年間の期限付きで移籍。神山竜一の控えとしてシーズンは主にベンチで過ごした。

### 京都サンガ
2015年、京都サンガF.C.へ完全移籍。開幕後2試合目に負傷し戦列を離れる。復帰後は山田元気や杉本大地を抑えてポジションを確保した。後半戦は素晴らしいパフォーマンスを披露。
2016年は菅野孝憲の加入により出場機会を減らし、リーグ戦2試合の出場にとどまった。2017年はシーズン終盤までは天皇杯1試合に出場したのみであったが、チームの低迷と菅野の怪我により、第32節湘南ベルマーレ戦から最終節まで菅野からレギュラーの座を奪った。この年の練習試合でセレッソ大阪と対戦した際に、セレッソのゴールキーパーが負傷し、セレッソにサブのキーパーがいなかったため清水が急きょ代役を務めることになった。試合は3-1で京都が勝利したが、清水は30分以上にわたりセレッソの門番としてプレーを続けた。
2018年は若手の若原智哉とポジションを争いながら京都加入後最多のリーグ戦30試合に出場した。2019年は加藤順大が加入、一時はポジションを奪われたものの最終的には奪い返し26試合に出場した。
2020年はシーズン途中にレギュラーとなるも、最終的には再び若原がレギュラーに定着したため自身の出場は15試合に留まった。
2021年も若原の前に自身は控えに留まっていたが、シーズン途中に若原が長期離脱すると、シーズン終了までレギュラーとして出場しチームのJ1昇格に貢献した。

### セレッソ大阪
2022年、セレッソ大阪へ完全移籍で加入。ルヴァンカップ準決勝・浦和レッズとの第1戦ではキム・ジンヒョンの体調不良により、急遽先発起用され、好セーブをみせるなど1-1の引き分けに貢献、アウェイでの第2戦はベンチメンバーになったが、チームは4-0で勝利し2戦合計5-1で決勝進出を決めた。
2023年より、C大阪と2年間の複数年契約を更新した。本年もほとんど出場がなかった。親善試合のパリサンジェルマン戦では、後半から出場してアクラフ・ハキミの決定的なシュートをセーブして3-2の勝利に貢献した。
2025年、FC BASARA HYOGOへ完全移籍。

## 所属クラブ
- 神野SC
- 滝川第二高等学校
- 2007年 - 2014年  大分トリニータ
  - 2009年8月 - 同年12月  ニューウェーブ北九州 (期限付き移籍)
  - 2014年  アビスパ福岡 (期限付き移籍)
- 2015年 - 2021年  京都サンガF.C.
- 2022年 - 2024年  セレッソ大阪
- 2025年 - FC BASARA HYOGO

## 個人成績
| 国内大会個人成績 | 国内大会個人成績 | 国内大会個人成績 | 国内大会個人成績 | 国内大会個人成績 | 国内大会個人成績 | 国内大会個人成績 | 国内大会個人成績 | 国内大会個人成績 | 国内大会個人成績 | 国内大会個人成績 | 国内大会個人成績 |
| 年度             | クラブ           | 背番号           | リーグ           | リーグ戦         | リーグ戦         | リーグ杯         | リーグ杯         | オープン杯       | オープン杯       | 期間通算         | 期間通算         |
| 年度             | クラブ           | 背番号           | リーグ           | 出場             | 得点             | 出場             | 得点             | 出場             | 得点             | 出場             | 得点             |
| 日本             | 日本             | 日本             | 日本             | リーグ戦         | リーグ戦         | リーグ杯         | リーグ杯         | 天皇杯           | 天皇杯           | 期間通算         | 期間通算         |
| ---------------- | ---------------- | ---------------- | ---------------- | ---------------- | ---------------- | ---------------- | ---------------- | ---------------- | ---------------- | ---------------- | ---------------- |
| 2007             | 大分             | 29               | J1               | 0                | 0                | 0                | 0                | 0                | 0                | 0                | 0                |
| 2008             | 大分             | 29               | J1               | 0                | 0                | 0                | 0                | 1                | 0                | 1                | 0                |
| 2009             | 大分             | 29               | J1               | 0                | 0                | 0                | 0                | -                | -                | 0                | 0                |
| 2009             | 北九州           | 21               | JFL              | 0                | 0                | -                | -                | 0                | 0                | 0                | 0                |
| 2010             | 大分             | 16               | J2               | 13               | 0                | -                | -                | 1                | 0                | 14               | 0                |
| 2011             | 大分             | 1                | J2               | 32               | 0                | -                | -                | 1                | 0                | 33               | 0                |
| 2012             | 大分             | 1                | J2               | 40               | 0                | -                | -                | 0                | 0                | 40               | 0                |
| 2013             | 大分             | 1                | J1               | 10               | 0                | 2                | 0                | 4                | 0                | 16               | 0                |
| 2014             | 福岡             | 23               | J2               | 5                | 0                | -                | -                | 1                | 0                | 6                | 0                |
| 2015             | 京都             | 21               | J2               | 22               | 0                | -                | -                | 2                | 0                | 24               | 0                |
| 2016             | 京都             | 21               | J2               | 2                | 0                | -                | -                | 2                | 0                | 4                | 0                |
| 2017             | 京都             | 21               | J2               | 10               | 0                | -                | -                | 1                | 0                | 11               | 0                |
| 2018             | 京都             | 21               | J2               | 30               | 0                | -                | -                | 1                | 0                | 31               | 0                |
| 2019             | 京都             | 21               | J2               | 26               | 0                | -                | -                | 0                | 0                | 26               | 0                |
| 2020             | 京都             | 21               | J2               | 15               | 0                | -                | -                | -                | -                | 15               | 0                |
| 2021             | 京都             | 21               | J2               | 9                | 0                | -                | -                | 3                | 0                | 12               | 0                |
| 2022             | C大阪            | 31               | J1               | 3                | 0                | 6                | 0                | 3                | 0                | 12               | 0                |
| 2023             | C大阪            | 31               | J1               | 2                | 0                | 1                | 0                | 1                | 0                | 2                | 0                |
| 2024             | C大阪            | 31               | J1               | 0                | 0                | 0                | 0                | 1                | 0                | 1                | 0                |
| 通算             | 日本             | 日本             | J1               | 15               | 0                | 9                | 0                | 10               | 0                | 32               | 0                |
| 通算             | 日本             | 日本             | J2               | 202              | 0                | -                | -                | 12               | 0                | 214              | 0                |
| 通算             | 日本             | 日本             | JFL              | 0                | 0                | -                | -                | 0                | 0                | 0                | 0                |
| 総通算           | 総通算           | 総通算           | 総通算           | 217              | 0                | 9                | 0                | 22               | 0                | 246              | 0                |

- J1初出場 - 2013年4月20日 第7節 湘南ベルマーレ戦（Shonan BMWスタジアム平塚）
- J2初出場 - 2010年5月16日 第13節 コンサドーレ札幌戦（室蘭市入江運動公園陸上競技場）

## タイトル

### クラブ
大分トリニータ
- Jリーグカップ（2008年）

## 出場大会
- 滝川第二高校
  - 2004年度　インターハイベスト8

2004年度　第83回全国高等学校サッカー選手権大会2005年度　インターハイ
2005年度　高円宮杯全日本ユースサッカー選手権ベスト4
2005年度 第84回全国高校サッカー選手権大会（ベスト8）
- - 2006年度 第17回高円宮杯全日本ユースサッカー選手権 (U-18)大会 優勝
  - 2006年度 第85回全国高校サッカー選手権大会

## 代表歴
- U-17日本代表
- U-18日本代表